# Lecső Péter
Lecső Péter (Miskolc, 1969. szeptember 2. –) magyar színész. 

## Életpályája
1987-ben érettségizett a szentesi Horváth Mihály Gimnáziumban. 1992-2017 között a kaposvári Csiky Gergely Színház tagja volt.

## Filmes és televíziós szerepei
- Hazatalálsz (2023–2024) – Hentes
- Doktor Balaton (2021) – Elemér embere
- Barátok közt (2021) – Szekeres György
- A mi kis falunk (2020) – Paintball tulajdonos
- Hacktion: Újratöltve (2014) – Tényi Márton
- Hacktion (2012) – Tamás
- Világjobbítók (2011) – Őr
- Mázli (2008) – TV vágó
- uristen@menny.hu (2000) – Biztonsági őr
- Kisváros (1994-1998) – Iván, autószerelő
- Szamba (1996) – Vidéki színész